# Navia phelpsiae
Navia phelpsiae är en gräsväxtart som beskrevs av Lyman Bradford Smith. Navia phelpsiae ingår i släktet Navia och familjen Bromeliaceae. Inga underarter finns listade i Catalogue of Life.